# Wełpin
Wełpin – (niem. 1942-1945 Welpen)  wieś w Polsce położona w województwie kujawsko-pomorskim, w powiecie tucholskim, w gminie Lubiewo.
W latach 1975–1998 miejscowość administracyjnie należała do województwa bydgoskiego. Według Narodowego Spisu Powszechnego (III 2011 r.) liczyła 188 mieszkańców. Jest dziesiątą co do wielkości miejscowością gminy Lubiewo.